# 塔丘
塔丘（英語：Tower Hill）是倫敦中心的地區，位於倫敦塔的西北，在行政區劃上屬於塔村區。這一地區的主要公共交通方式是碼頭區輕軌和倫敦地鐵。歷史上這裡長期被作為處決犯人之地。